# 3161 Beadell
3161 Beadell је астероид главног астероидног појаса. Приближан пречник астероида је 12,52 ,
а средња удаљеност астероида од Сунца износи 2,570 астрономских јединица (АЈ).
Инклинација (нагиб) орбите у односу на раван еклиптике је 14,933 степени, а орбитални период износи 1505,562 дана (4,122 године). Ексцентрицитет орбите астероида износи 0,171.
Апсолутна магнитуда астероида износи 12,10 а геометријски албедо 0,162.
Астероид је откривен 9. октобра 1980. године.